# Phyllis Harding
Phyllis Harding (n. 15 decembrie 1907, Greater London, Anglia, Regatul Unit al Marii Britanii și Irlandei – d. 16 noiembrie 1992, Rugby, Anglia, Regatul Unit) a fost o înotătoare ce a reprezentat Regatul Unit al Marii Britanii și al Irlandei de Nord, medaliată olimpică. A participat la 4 ediții ale Jocurilor Olimpice (1924, 1928, 1932, 1936) în care a câștigat două medalii de argint.